# Ca Don Jaume (Vinebre)
Ca Don Jaume és una casa de Vinebre (Ribera d'Ebre) inclosa a l'Inventari del Patrimoni Arquitectònic de Catalunya. Es tracta d'un gran casal senyorial que, juntament amb la casa veïna, Ca Don Joan, formen la plaça 1 d'Octubre.

## Descripció
És un edifici de planta rectangular que consta de planta baixa, dos pisos i golfes. El frontis es compon simètricament segons tres eixos, definits per obertures d'arc pla arrebossat amb ampit motllurat, excepte el portal i les finestres que el custodien. Aquest és d'arc de mig punt adovellat amb dues arquivoltes i escut a la clau, i les finestres estan emmarcades amb pedra acarada. Cadascun dels finestrals del primer i segon pis tenen sortida a un balcó de baranes forjades. Al paviment de l'entrada hi ha la data 1868 dibuixada amb còdols. A la façana posterior s'observa la llinda de la que havia estat l'antiga entrada, amb un escut dels Ossó. L'acabat exterior és arrebossat i pintat de color rosat, amb les cantonades de carreus vistos. En la darrera reforma, es va afegir un sòcol de pedra i es van modificar les obertures.

## Història
El fill d'aquesta casa va ser el pare del beat Enric d'Ossó i Cervelló, fundador de les monges Teresines.